# Рајловачка лака пјешадијска бригада
Рајловачка лака пјешадијска бригада је била пјешадијска јединица Војске Републике Српске у саставу Сарајевско-романијског корпуса.

## Историјат
Формирање Рајловачке лпбр одвијало се у два паралелна правца. Један правац био је по начелима и методологији ЈНА, а други по Упутству о раду у ванредним условима које је донио Главни
одбор СДС у децембру 1991. године. Образлажући формирање претходних јединица СРК на више мјеста је констатовано да су припадници свих националности (осим изузетака), осим српске и црногорске националности напустили јединице ЈНА. Мобилизација је била неуспјешна и у јединице се одазвао само мањи број припадника српске националности. Одласком јединица ЈНА у СРЈ, касарне и складишта остали су скоро потпуно празни. Таква иста ситуација владала је и у великом Школском центру Ратног ваздухопловства и противваздушне одбране у Рајловцу, 130. Ваздухопловној бази 1. Корпуса РВ и ПВО и у армијском интедантском складишту у Бутилима. Отпочињањем борбених дејстава у Сарајеву, 4. априла 1992. године јединице из Гарнизона Рајловац добиле су задатак да посједну сарајевски аеродром и обезбиједе његово нормално функционисање. Када су јединице ЈНА из Гарнизона Рајловац и оклопна јединица из 49. моторизоване бригаде из Лукавице посјеле сарајевски аеродром, Државна гранична служба и све друге аеродромске службе наставиле су нормално функционисање. Аеродром је стављен у
функцију евакуације становништва из Сарајева које је жељело да напусти град у којем су избили међунационални оружани сукоби. 
Прије него је 9. маја дошла наредба о дислокацији јединица ЈНА на простор СРЈ настало је пребројавање кадрова ко одлази у СРЈ, а ко треба да остане у БиХ. У први мах око 100 припадника из Гарнизона Рајловац изјаснило се да ће остати и наставити службу у Српској републици БиХ. Међутим, када се колона постројила 9. маја и кренула према СРЈ тај број свео се на свега шест официра и три подофицира. Тих шест официра били су: потпуковник Рајко Гогић, капетан прве класе Михајло Вујасин, капетан Споменко Ристић и поручник Вељанчић из 130. ваздухопловне базе, а пуковник Вукота Вуковић и мајор Љубан Мрковић из ШЦ РВ и ПВО Рајловац. Подофицири који су остали у Гарнизону Рајловац били су старији водник Ранко Брезо, инжењерац, водник прве класе Горан Врећо, везиста и заставник Торбица. Поред њих у касарни у Рајловцу остала су, на досадашњим својим пословима, цивилна лица која су радила у позадинским службама и радници који су радили на одржавању објеката. Материјална средства 130. позадинске базе
1. Корпуса РВ и ПВО пуковник Бошко Милетић је уз записник предао резервном капетану Неђи Боснићу, који је ова средства примио у име општинског штаба ТО Рајловац. 
Пуковник Рајко Гогић одлазио је два пута на Пале са намјером да сазна какви су планови са даљим ангажовањем људства које је остало у касарни ШЦ РВ и ПВО у Рајловцу. Имао је разговоре са Момчилом Крајишником, који је био предсједник Скупштине СР БиХ. Није познато о чему су разговарали, тек пуковник Гогић се послије другог разговора није вратио у Рајловац. 
Након што је касарна ШЦ у Рајловцу, одласком јединица ЈНА у СРЈ, скоро потпуно испражњена Кризни штаб општине Рајловац почео је да у њу смјешта избјеглице из града Сарајева, Високог, Брезе, Фојнице, Какња и Зенице којих је тада било у великом броју. Неко је морао преузети одговорност на себе и успоставити ред у Гарнизону. Урадио је то, тада најстарији официр по чину, капетан прве класе Михајло Вујасин. Он је одмах по пријему избјеглица у касарну вршио тријажу и војно способне војне обавезнике распоређивао на обезбјеђење касарнског круга. Одбрану касарне повезао је на десном крилу од "Божићеве пумпе" преко Бачића са територијалном јединицом из Илиџанске пбр у Доглодима. На лијевом крилу, од водовода на Сокољу изнад улаза у касарну у Рајловцу, па све до Жучи, гдје је била граница са територијалном јединицом из Вогошће, Кризни штаба српске општине Рајловац већ је био организовао територијалну јединицу величине мањег пјешадијског батаљона, али је све то било командно слабо повезано и инжењерски недовољно уређено. Дио територијалних јединица био је ангажован у одбрани из правца Високог, на сјеверозападној страни општине, у рејону Паљева. Овакав распоред територијалних јединица на простору српске општине Рајловац, на дијелу који је био оријентисан према Сарајеву, на читавом дијелу осим саме Жучи био је веома неповољан.
Основни недостатак у оваквој организацији одбране био је што су јединице које је организовао Кризни штаб неке општине одговарале само томе Кризном штабу и биле су распоређене саыо на територији која је била у надлежности тога Кризног штаба. Комплетно позадинско обезбјеђење и све друго што је било увези са јединицом извршавао је Кризни штаб. У српској општини Рајловац, поред касарне ШЦ РВ и ПВО војног аеродрома, великог армијског интендантског складишта у Бутилима налазио се и Ваздухоповни технички ремонтни завод "Орао". Када је Команда СРК 22. маја упутила Организацијско наређење свим бившим, дотадашњим јединицама ЈНА и формираним јединицама ТО СР БиХ и тим наређењем регулисала састав и зоне одговорности потчињених јединица, то наређење обухватило је и јединице на простору српске
општине Рајловац, које су све заједно груписане у Рајловачку лаку пјешадијску бригаду. За командно мјесто бригаде одређена је касарна у Рајловцу. По отпочињању ратних сукоба на простору Сарајева, у српској општини Рајловац, одмах је уочен велики проблем око насеља Сокоље, које се простире од Бријешћа до Забрђа, а које је насељено скоро искључиво муслиманским народом, претежно из Рашке области, из Србије. Сокоље је једна широка коса која је доминантна над свим насељима у Рајловцу, на десној обали ријеке Босне, а муслимански досељеници из Рашке области су били значајно радикалнија струја од "домаћих" муслимана. Због тогаје предсједник Кризног штаба српске општине Рајловац Јово Божић, инсистирао код тек формиране Команде Рајловачке лпбр да се ово насеље ослободи и тако престане дејство стрељачким наоружањем по српским насељима. Команда бригаде у том тренутку није имала спремну јединицу ни по броју ни по обучености да може извршити један такав задатак.

Рјешење је нађено у ангажовању једне јединице добровољаца из Србије и ангажовање јединице састављене од припадника бригаде. Добровољачка јединица је тада опремљена свим најсавременијим наоружањем које је ВРС имала и приступило се извршењу договореног задатка. Међутим, непријатељ је био наивно потцијењен. Пренебрегнута је чињеница да се на том простору бранила знатно већа јединица (око пјешадијског батаљона) од јединице која је нападала. Овако формирана јединица која је требала да ослободи насеље Сокоље није имала скоро никаквог искуства у борби у насељеном мјесту. Садејство са другим јединицама корпуса није усаглашено а ово је био превелики задатак и за цијелу Рајловачку бригаду. Чим је напад кренуо и у добровољачкој јединици је било неколико губитака, та добровољачка јединица се повукла, покупила мртве и отишла са простора Рајловца. Припадници Рајловачке бригаде су наставили борбу и тога дана претрпјели велике губитке. Имали су тринаест погинулих бораца и много више рањених. У току борбе у помоћ Рајловачкој бригади прискочиле су интервентне јединице из Илиџанске, Вогошћанске и Илијашке бригаде и заједно стабилизовале фронт на линијама које су биле прије почетка борбених дејстава. Послије ове неславне епизоде у Рајловачкој лпбр је наступила криза командовања.
Командно мјесто Рајловачке лаке пјешадијске бригаде било је у касарни Школског центра ваздухопловства и противваздухопловне одбране у Рајловцу. Команданти Рајловачке лаке пјешадијске бригаде били су:
- Капетан прве класе Михајло Вујасин,
- Потпуковник Милош Голијанин,
- Потпуковник Мирослав Банђур и
- Капетан прве класе Миро Радић.[7]

Бригада је расформирана 25. фебруара 1994. године када је ушла у састав новоформиране 3. сарајевске бригаде.